# ایزابلا مرسد
ایزابلا یولاندا مونر (انگلیسی: Isabela Yolanda Moner؛ زادهٔ ۱۰ ژوئیه ۲۰۰۱) که از ۲۰۱۹ با نام حرفه‌ای ایزابلا مرسد شناخته می‌شود، بازیگر آمریکایی است. او در مجموعهٔ تلویزیونی ۱۰۰ کاری که باید قبل از دبیرستان انجام داد (۲۰۱۴–۲۰۱۶) نقش اصلی را بازی کرد و در فیلم‌های تبدیل‌شوندگان: آخرین شوالیه (۲۰۱۷)، خانواده فوری (۲۰۱۸) و سیکاریو: روز سرباز (۲۰۱۸) حضور یافت. او در فیلم ماجراجویی دورا و شهر گمشده طلایی (۲۰۱۹) نقش شخصیت عنوان فیلم را بازی کرد و نقش‌های اصلی فیلم درام رمانتیک عقب‌گرد ناتمام (۲۰۲۴) و فیلم ترسناک بیگانه: رومولوس (۲۰۲۴) را به عهده داشت.

## شروع زندگی و تحصیلات
ایزابلا یولاندا مونر در کلیولند اوهایو متولد شد. پدر او پاتریک مونر اهل لوئیزیانا و مادر او کسرین اهل شهر لیما در پرو می‌باشد و فرزند خردسال خانواده است و دو برادر دارد، یک برادر بزرگتر به نام جارد و یک برادر کوچکتر گیووانی. به همین خاطر او قبل از رفتن به مدرسه زبان اسپانیایی را به عنوان زبان اول خود می‌دانست. نکتهٔ جالب در مورد او این است که او قبل از ۱۵ سالگی در دانشگاه پذیرفته شده است. او در سال ۲۰۱۸ اعلام کرد که نام هنری مرسد را برای خود انتخاب کرده است که دلیل آن را به خاطر علاقه ای که نسبت به مادربزرگش داشت انتخاب کرد. او همچنین توضیح داد که این تغییر نام رسمی نیست و فقط اسم هنری است و در فیلم‌ها و سریال‌ها او دیگر از مونر استفاده نمی‌کند و نام مرسد جایگزین آن شده است.

## شروع فعالیت هنری
ایزابلا مونر از سن کم و در کودکی علاقه خود به بازیگری را نشان داد. او با دیدن فیلمی که در آن شرلی تمپل و جودی گارلند بازی می‌کردند علاقه اش به سینما بیشتر شد. او در سن ۶ سالگی در تئاترهای محلی شروع به بازی کرد. در سن ده سالگی در کنار ریکی مارتین در یک کلیپ ظاهر شد و به اسپانیایی خواند. بعدها یک آلبوم به نام Stopping Time در ۲۰۱۵ منتشر کرد. او برای اولین بار در سریال ۱۰۰ کاری که باید قبل از دبیرستان انجام داد نقش اصلی را ایفا کرد. از ۲۰۱۴ تا ۲۰۱۷ در سریال دورا و دوستان: در شهر نقش اصلی کیت را برعهده داشت. در این بین در سریال و فیلم‌هایی نیز بازی کرده است. از مهم‌ترین فیلم‌هایی او می‌توان به تبدیل‌شوندگان: آخرین شوالیه در نقش ایزابلا، سیکاریو: روز سرباز در نقش ایزابل ریس، خانواده فوری در نقش لیزی و فیلم دورا و شهر گمشده طلایی در نقش دورا اشاره کرد.
اولین تک‌آهنگ او، «Papi»، در تاریخ ۲۵ اکتبر ۲۰۱۹ منتشر شد و پس از آن اولین موزیک ویدیوی او در ۶ نوامبر ۲۰۱۹ منتشر شد. او در سال ۲۰۲۰ ترانه «Don't Go» را منتشر کرد.

## زندگی شخصی
مرسد خودش را کسی توصیف می‌کند که در تمام عمر کوئیر بوده و «در روابط کوییر» بوده است. او گفته که امیلی استفان او را تشویق کرد تا صادقانه با هویت واقعی خود زندگی کند و مرسد قصد دارد «نقش خودش را» برای جامعه کوییر در فرهنگ عامه آمریکایی ایفا کند.
او در خانواده‌ای کاتولیک بزرگ شده است. مرسد می‌گوید که تربیت کاتولیکش باعث شده بود «از روی همدستی یا پذیرش محیط اطرافش، کوییر بودنش را مخفی یا شاید سرکوب کند تا بتواند با محیط سازگار شود.»
او به سندرم تخمدان پلی‌کیستیک مبتلاست و در جلسات مشاوره شرکت کرده و به‌طور علنی دربارهٔ چالش‌هایش با اضطراب صحبت کرده است.

## فیلم‌شناسی

### فیلم
| سال  | عنوان                                 | نقش                      | توضیحات                         |
| ---- | ------------------------------------- | ------------------------ | ------------------------------- |
| ۲۰۱۳ | The House That Jack Built             | نادیای جوان              |                                 |
| ۲۰۱۶ | مدرسه راهنمایی: بدترین سال‌های زندگی‌ام | ژان گالتا                |                                 |
| ۲۰۱۷ | تبدیل‌شوندگان: آخرین شوالیه            | ایزابلا                  |                                 |
| ۲۰۱۷ | عملیات آجیلی ۲: آجیلی اصل             | هیتر (صداپیشه)           |                                 |
| ۲۰۱۸ | سیکاریو: روز سرباز                    | ایزابل ریس               |                                 |
| ۲۰۱۸ | خانواده فوری                          | لیزی                     |                                 |
| ۲۰۱۹ | دورا و شهر گمشده طلایی                | دورا                     | آخرین فیلم با نام ایزابلا مونر  |
| ۲۰۱۹ | Let It Snow                           | جولی                     | نخستین فیلم با نام ایزابلا مرسد |
| ۲۰۲۱ | روح رام‌نشده                           | Lucky Prescott (صداپیشه) |                                 |
| ۲۰۲۱ | دختر شیرین                            | ریچل کوپر                |                                 |
| ۲۰۲۲ | پدر عروس                              | کورا هررا                |                                 |
| ۲۰۲۲ | Rosaline                              | ژولیت                    |                                 |
| ۲۰۲۳ | مهاجرت                                | کیم (صداپیشه)            |                                 |
| ۲۰۲۴ | مادام وب                              | آنیا کورازون             | [ ۱۱ ]                          |
| ۲۰۲۴ | عقب‌گرد ناتمام                         | آزا هلمز                 |                                 |
| ۲۰۲۴ | بیگانه: رومولوس                       | کای                      | [ ۱۲ ]                          |
| ۲۰۲۵ | سوپرمن                                | کندرا ساندرز / هاوک‌گرل   |                                 |

### تلویزیون
| سال       | عنوان                                    | نقش          | توضیحات                          |
| --------- | ---------------------------------------- | ------------ | -------------------------------- |
| ۲۰۱۴      | Growing Up Fisher                        | Jenny        | ۷ قسمت                           |
| ۲۰۱۴–۲۰۱۷ | Dora and Friends: Into the City!         | Kate         | صداپیشه اصلی                     |
| ۲۰۱۴–۲۰۱۶ | 100 Things to Do Before High School      | CJ Martin    | نقش اصلی                         |
| ۲۰۱۵      | Splitting Adam                           | Lori Collins | فیلم تلویزیونی                   |
| ۲۰۱۶      | افسانه‌های معبد پنهان                     | Sadie        | فیلم تلویزیونی                   |
| ۲۰۱۹      | The Amazing Race Canada                  | خودش         | Episode: "Clamageddon Continues" |
| ۲۰۲۰      | #KidsTogether: The Nickelodeon Town Hall | خودش         | ویژه‌برنامه تلویزیونی             |
| ۲۰۲۱      | Maya and the Three                       | Widow Queen  | صداپیشه                          |
| ۲۰۲۴      | Rock Paper Scissors                      | The Susan    | قسمت: "The Susan" صداپیشه        |
| ۲۰۲۵      | آخرین بازمانده از ما                     | دینا         | فصل ۲                            |

### بازی ویدئویی
| سال  | عنوان                       | نقش | توضیحات |
| ---- | --------------------------- | --- | ------- |
| ۲۰۱۷ | Kingdom Hearts χ Back Cover | آوا | صداپیشه |